# Ernest K. Gann
Ernest Kellogg Gann (13 octobre 1910 à Lincoln - 19 décembre 1991) était un aviateur, un écrivain et un scénariste américain.

## Romans
- 1944 : Island in the Sky, Viking
- 1946 : Blaze of Noon, Holt
- 1948 : Benjamin Lawless, Sloane
- 1950 : Fiddler's Green, Sloane
- 1954 : Écrit dans le ciel (The High and the Mighty ), Sloane
- 1954 : Soldier of Fortune, Sloane
- 1957 : Trouble with Lazy Ethel, Sloane
- 1958 : Twilight for the Gods, traduit en français par Louis Chantemèle et Jean-Marie Guérin sous le titre "Crépuscule pour les dieux édition Presse de la Cité 1957.
- 1961 : Fate Is the Hunter, Simon & Schuster
- 1963 : Of Good and Evil, Simon & Schuster
- 1966 : In the Company of Eagles, Simon & Schuster
- 1968 : The Song of the Sirens, Simon & Schuster
- 1971 : The Antagonists, Simon & Schuster, traduit en français par Jean-Gérard Chauffeteau, sous le titre Duel à Massada, Stock 1971, puis sous le titre Massada, J'ai Lu, 1982.
- 1973 : Band of Brothers, Simon & Schuster
- 1974 : Ernest K Gann's Flying Circus, Macmillan
- 1978 : A Hostage to Fortune (autobiographie), Knopf
- 1980 : Brain 2000, Doubleday
- 1981 : The Aviator, GK Hall
- 1982 : The Magistrate: A Novel, Arbor House
- 1983 : Gentlemen of Adventure, Arbor House
- 1986 : The Triumph: A Novel, Simon and Schuster
- 1987 : The Bad Angel, Arbor House
- 1989 : The Black Watch: The Men Who Fly America's Secret Spy Planes, Random House

## Filmographie

### Télévision
- 1981 : Masada
- 1981 : Disney Parade

### Cinéma
- 1947 : Ils étaient quatre frères (Blaze of Noon)
- 1951 : The Raging Tide
- 1953 : Aventure dans le Grand Nord (Island in the Sky)
- 1954 : Écrit dans le ciel
- 1955 : Le Rendez-vous de Hong Kong (Soldier of fortune)
- 1958 : Crépuscule sur l'océan
- 1964 : Le Crash mystérieux
- 1980 : Le Dernier Vol de l'arche de Noé
- 1985 : The Aviator